# Sylvain Gbohouo
Sylvain Gbohouo (29 de outubro de 1988), é um futebolista Marfinense que atua como goleiro. Atualmente, joga pelo TP Mazembe.

## Carreira
Nicolas Pépé representou o elenco da Seleção Marfinense de Futebol no Campeonato Africano das Nações de 2015 e 2017.

## Títulos
Costa do Marfim
- Campeonato Africano das Nações: 2015